# Magyarország vízi növénytársulásai

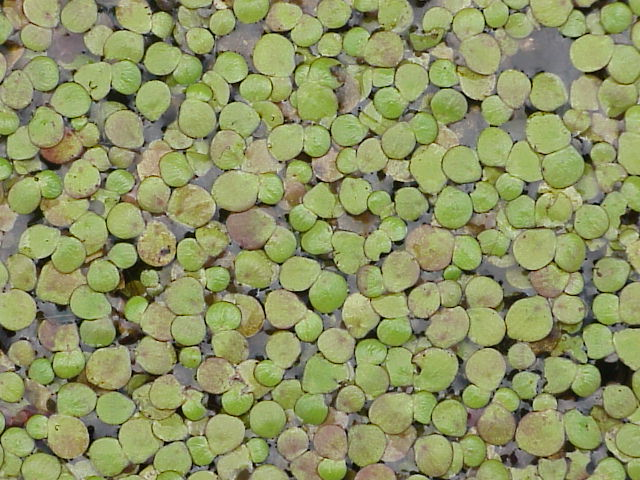
A bojtosbékalencse (Spirodela polyrhiza) Magyarországon is honos

Az ember az édesvízkészlet egyre nagyobb részét hasznosítja úgy, hogy közben különféle szennyeződésekkel terheli ezeket a készleteket. Ezért az édesvízi növénytársulások a leginkább fenyegetett életközösségek közé tartoznak, pedig biológiai jelentőségük nagy:
- a vizek állapotának kiváló indikátorai,
- közreműködnek a vizek öntisztulásában.

## A vízi növények
A vízi életmódhoz  igen sokféle, rendszertanilag meglehetősen távol álló családok növényei és igen különböző módokon alkalmazkodtak. Szűkebb értelemben vízi (higrofiton) növényeknek a víz felszínén vagy alámerülten lebegő, illetve legyökerező hínárokat nevezzük. A hazai vízi növénytársulásokban összesen 67 faj vesz részt 31 nemzetség és 21 család képviseletében.
- májmohák – 2 faj,
- vízipáfrányok – 2 faj ,
- kétszikűek – 31 faj (12 család 13 nemzetségéből),
- egyszikűek 32 faj (6 család 14 nemzetségéből).

A mérsékelt övi Európa növénytársulásait a rizofita és pleusztofita növények uralják. Ezek életmódja, életformája meglehetősen változatos. Alapvető típusaik:
- teljesen a víz alá merült szervezetek:
  - tócsagaz (Caratophyllum spp.),
  - tüskéshínár (Najas spp.),
  - fésűs békaszőlő (Potamogeton pectinatus);

- vegetatív részeikkel a víz alá merült, de generatív részeikkel kiemelkedő szervezetek:
  - úszó víziboglárka (Ranunculus fluitans),
  - süllőhínár (Myriophyllum spp.);

- leveleiket a víz felszínén és alámerülten is viselő növények:
  - sulyom (Trapa natans),
  - tavirózsa (Nymphaea spp.),
  - vízitök (Nuphar lutea);

- a víz felszínén úszó fajok:
  - békalencse (Lemna spp.),
  - kolokán (Stratiotes spp.),

- és olyanok, amelyek valamelyik előbbi módon élnek, ha magas víz, kisvíz idején viszont szárazra kerülnek:
  - vidrakeserűfű (Polygonum amphibium),
  - nagy víziboglárka (Ranunculus aquatilis),
  - vízi lófark (Hippuris vulgaris).

A vízi növénytársulásokban általában sok az alga; közöttük plankton és fenéklakó típusúak egyaránt előfordulnak. A hínártársulások – különösen a lebegő hínárok (Lemnetea) – többnyire fajszegények, és éppen ezért a víz mélységétől, az áramlási viszonyoktól, az aljzat jellegétől függően sűrűn váltogathatják egymást.

## A vízi növénytársulások rendszertana
A növények alakjának fentebb taglalt változatossága a társulások szerkezetét is rendkívül változatossá teszi. Magyarország vízi növényzetében négy társulástani osztály asszociációit fedezhetjük fel:

### Felszíni lebegőhínárok osztálya
A felszíni lebegőhínárok osztályába (Lemnetea de Bolós et Masclans, 1955) többnyire álló- vagy lassan folyó, olykor csak ideiglenes vizek felszínét bevonó, apró, a víz színén kiterülő levelekkel szabadon lebegő vagy a víz színe alatt sallangos levelekkel úszó, nem gyökerező növényekből álló, fajszegény pleuszton (ősszel a víz fenekére süllyedő és ott áttelelő) növények társulásait soroljuk.
Az osztálynak Magyarországon három rendje fordul elő:
- békalencsés úszóhínárok (Lemnetalia minoris de Bolós et Masclans, 1955):
- nagyrencehínárok (Lemno-Utricularietalia Passarge 1978)
- békatutajhínárok (Hydrocharetalia Rübel 1933)

### Kisrencehínárok osztálya
A kisrencehínárok jellegzetesen boreális, Magyarországon reliktum jellegű, igen ritka társulásai igen kevés tápanyagot tartalmazó, savanyú kémhatású vizekben nőnek.
Az osztálynak (Utricularietea intermedio-minoris Den Hartog & Segal, 1964) Magyarországon egy rendje (Utricularietalia intermedio-minoris Pietsch 1965), annak egy csoportja fordul elő két társulással.

### Csillárkagyepek osztálya
A csillárkagyepek (Charetea fragilis (Fukarek 1961) Krausch 1964) a vízfenékhez rögzült csillárkamoszatok igen kevés fajból álló, sűrű, többnyire alámerült gyeptársulásai. Magyarországon a nagy tavak (Velencei-tó, Fertő) sekély vizű, háborítatlan partszakaszain, a folyók holtágaiban, a szikes tavakban országosan elterjedtek, és két rendjüket különítjük el:
- fénycsillárkagyepek (Nitelletalia flexilis Krause, 1969),
- érdescsillárka-gyepek (Charetalia hispidae Sauer, 1957).

### Rögzült hínárok osztálya
A rögzült hínárok osztálya (Potametea Klika in Klika & Novák 1941) a szilárdan gyökerező hínárfajokból álló társulásokat fogja össze. Magyarországon két rendjüket különítjük el:
- békaszőlőhínárok (Potametalia Koch 1926) három csoporttal, 15 asszociációval,
- boglárkahínárok (Callitricho-Batrachietalia Passarge 1978) három csoporttal, hét asszociációval.